# Championnats du monde d'escrime 1957
Navigation
Édition précédente Édition suivante
Les championnats du monde d'escrime 1957 se déroulent à Paris.

## Résultats
| Épreuves                               | Or | Argent | Bronze |
| -------------------------------------- | --- | --- | --- |
| Épée                                   | | | |
| Hommes individuel résultats détaillés  | Armand Mouyal | Gurgy Baranyi                                                                                                  | Franco Bertinetti |
| Hommes par équipes résultats détaillés | Italie- Giorgio Anglesio - Franco Bertinetti - Giuseppe Delfino - Gianluigi Saccaro - Carlo Pavesi - Alberto Pellegrino | Hongrie- Lajos Balthazár - Árpád Bárány - Barnabás Berzsenyi - Ferenc Czvikovszky - Tamás Gábor - István Kausz | Grande-Bretagne- Raymond Harrison - Bill Hoskyns - Michael Howard - Allan Jay - John Pelling - Ralph Sproul-Bolton        |
| Fleuret                                | | | |
| Hommes individuel résultats détaillés  | Mihály Fülöp | Mark Midler | Allan Jay |
| Hommes par équipes résultats détaillés | Hongrie- Ferenc Czvikovszky - Mihály Fülöp - József Gyuricza - Jenö Kamuti - Endre Tilli                                | France- Claude Bancilhon - Bernard Baudoux - Roger Closset - René Coicaud - Christian d'Oriola - Claude Netter | Italie- Aldo Aureggi - Giancarlo Bergamini - Luigi Carpaneda - Vittorio Lucarelli - Alberto Pellegrino - Antonio Spallino |
| Femmes individuel résultats détaillés  | Aleksandra Zabelina | Heidi Schmid                                                                                                   | Irene Camber |
| Femmes par équipes résultats détaillés | Italie- Cristiana Bortolotti - Irene Camber - Velleda Cesari - Bruna Colombetti - Leopolda Predaroli - Jenny Zanelli    | Allemagne de l'Ouest- Helmi Höhle - Ilse Keydel - Else Ommerborn - Heidi Schmid - Helga Stroh                  | Autriche- Waltraut Ebert - Helga Gnauer - Maria Grötzer - Luise Gruss - Helga Kathlein - Ellen Preis                      |
| Sabre                                  | | | |
| Hommes individuel résultats détaillés  | Jerzy Pawłowski | Rudolf Kárpáti                                                                                                 | Tamás Mendelényi |
| Hommes par équipes résultats détaillés | Hongrie- Aladár Gerevich - Zoltán Horváth - Rudolf Kárpáti - Pál Kovács - József Szerencsés - Tamás Mendelényi          | Union soviétique- Ievgueni Tcherepovski - Lev Kouznetsov - Leonid Leïtman - Iakov Rylski - David Tyshler       | Pologne- Jerzy Pawłowski - Wojciech Zabłocki - Zygmunt Pawlas - Andrzej Piątkowski - Marian Kuszewski - Ryszard Zub       |

## Tableau des médailles
| Rang | Nation               | Or | Argent | Bronze | Total |
| ---- | -------------------- | -- | ------ | ------ | ----- |
| 1    | Hongrie              | 3  | 3      | 1      | 7     |
| 2    | Italie               | 2  | 0      | 3      | 5     |
| 3    | Union soviétique     | 1  | 2      | 0      | 3     |
| 4    | France               | 1  | 1      | 0      | 2     |
| 5    | Pologne              | 1  | 0      | 1      | 2     |
| 6    | Allemagne de l'Ouest | 0  | 2      | 0      | 2     |
| 7    | Grande-Bretagne      | 0  | 0      | 2      | 2     |
| 8    | Autriche             | 0  | 0      | 1      | 1     |